# Maidens
Maidens – polski zespół folkowy. Zespół powstał w 1991 r. jako Little Maidens. Od początku swojego istnienia grał muzykę szkocką, irlandzką, angielską, a jako "Maidens" także polską, fińską jak i własne kompozycje.
Zespół ma na swoim koncie wspólne koncerty z takimi muzykami, jak słynny bretoński duet Myrdhin & Paul Hellou, David Hopkins czy Colum Sands.
Na przestrzeni lat grupa współpracowała z programem II i III Polskiego Radia, kilkukrotnie nagrywała też programy dla Telewizji Polskiej, jak i programów lokalnych.
W 1992 r. kaseta Little Maidens "Folk Music" była jedną z najlepiej przyjmowanych propozycji na folkowym rynku. W 1994 r. Maidens dostali główna nagrodę Polskiego Radia na Festiwalu Muzyki Ludowej Młodych w Sanoku (którego ideę kontynuuje dziś Nowa Tradycja).
W tym samym roku zespół nagrał materiał dla programu II PR i wydał go na kasecie pt. "Dwa światy", gdzie można znaleźć polską i celtycką muzykę w nowych oryginalnych opracowaniach. W roku 1996 zespół zakończył swą działalność.

## Skład zespołu
"Little Maidens":
- Joanna Borowik - śpiew
- Piotyr Ruszkowski - gitary, mandolina, banjo
- Jacek Ledworowski - bas, gitara
- Paweł Matak - skrzypce

"Maidens":
- Daria Druzgała - śpiew
- Piotr Ruszkowski - gitary
- Jacek Ledworowski - bas
- Sławek Ratajczyk - akordeon
- Paweł Matak - skrzypce